# 張振斌
張振斌（英語：Edmond Cheung）是港鐵荃灣綫的其中一名車長，曾經在2004年香港地鐵縱火案以及2010年的《世紀藍圖》節目中在電視直播上出現。

## 簡歷
張振斌已婚，育有一女；任職地鐵（今港鐵）車長前，曾擔任駕駛學院教車師傅。在2004年香港地鐵縱火案中，因以前教車之經驗，沉著面對，確定列車已發生火警後，立即向中央控制室報告，並他向乘客廣播，要他們疏散到車尾，不要接近火場，列車繼續向金鐘站行駛，抵達後他第一時間開門，讓乘客離開車廂。他表示，當時不是立刻知道是縱火，後來得知時立即進行廣播通知乘客往後走。他說看見金鐘站月台的光感到興奮，因為可以得到救援。因其冷靜之表現，他當時獲頒發2004年度之好市民獎（連同於案中的季詩傑）及2004年行政長官社區服務獎狀。
除此之外，他亦是一名攝影發燒友，為運動版圖（Sportsoho）雜誌的攝影師之一。他又曾參與2009年東亞運動會之義工服務，其後繼續積極參與本地大小的體育義工服務。

## 資料來源
1. ↑  Youtube影片：港鐵動力: 36載情與事 （页面存档备份，存于）港鐵公司，2011年
2. ↑  . 東方日報. 2017年2月11日  [2017年2月17日]. （原始内容存档于2017年2月12日） （中文）.
3. ↑  .   [2017-02-17]. （原始内容存档于2013-01-08）.